# Huquan
Huquan (虎拳, Pugilato della Tigre)  è uno stile delle arti marziali cinesi che è classificabile come Nanquan ed appartiene agli stili imitativi (Xiangxingquan) in quanto imita le movenze di una tigre. È praticato in Fujian nelle aree amministrative di Fuzhou (福州), Minhou (闽侯), Ch'angle (长乐), Nanping (南平), Sanming (三明), Xianyou (仙游), Putian (莆田), ecc.
Questo stile è stato creato da Li Yuanzhu (李元珠), del villaggio Pikoucun (批口村), della contea Yongfuxian (永福县), durante il regno di Qianlong dell'epoca della dinastia Qing.

## Taolu
- Questo è un elenco di forme a mano nuda: Sanzhan Simen (三战四门 tre guerre quattro porte), Menghu Xiashan (猛虎下山 La tigre feroce scende la montagna), Jiao duan (角短 angoli piccoli), Jian shou (剪手, mani a forbice), Qianzhida (千字打, colpire i diecimila caratteri), Menghu Xizhao (猛虎洗爪, la tigre feroce lava gli artigli), Hu zi shenyao (虎仔伸腰, il cucciolo di tigre si stira), Pu di hu (仆地虎, tigre che scivola al suolo), taizi you cheng (太子游城, il principe ereditario viaggia in città), Guan Gong la xu (关公拉须, Guan Gong -il dio della guerra-si tira i baffi), Guan Gong Tuo Li (关公拖力, Guan Gong tira con forza), Riyue Lianhuan Jiao (日月连环脚 Piedi continui del sole e della luna), Huxing Wuji quan (虎形五技拳, Pugilato delle cinque tecniche e della forma di tigre), ecc.
- Questo è un elenco di forme con armi: Bijia cha (笔架叉,forca dalla struttura di penna), Lang xian (狼宪), Zhang er zhang qishier bu (丈二杖七十二步, canna lunga quasi un metro dei 72 passi), Qimei gan (齐眉杖, canna delle sopracciglia), ecc.
- Questo è un elenco dei Duilian: Shuang hu die (双虎跌, Due tigri che cadono), Liang Hu xiangdou (两虎相斗, due tigri combattono tra loro), Dui zhang (对杖, esercizio in coppia con canne), ecc.